# Бухвостов, Иван
Иван Бухвостов (?—1776) — русский военачальник, подполковник.

## Биография
Дата рождения и вступления в военную службу — неизвестны.
Служил подполковником драгунских эскадронов. Был первым кавалером ордена Св. Георгия на Кавказе, награждённый в 1774 году за разбитие на р. Калале (Ставропольская губерния) 25-тысячного скопища закубанцев. С этого года и по 1879 год, за боевые подвиги на Кавказе было пожаловано 536 орденов Св. Георгия всех четырёх степеней.

## Награды
- Награждён орденом Св. Георгия 3-й степени (№ 38, 13 июня 1774) — «За разбитие и прогнание во время порученной ему экспедиции на Кубани многочисленных толп, состоящих из татар и черкесов, и овладение городом Копыслаин».
- Также был награждён другими орденами Российской империи.